# Gunung Galunggung
Gunung Galunggung är en aktiv stratovulkan i Indonesien.  Den ligger i provinsen Jawa Barat, i den västra delen av landet, 180 km sydost om huvudstaden Jakarta. Toppen på Gunung Galunggung är 2 168 meter över havet, eller 581 meter över den omgivande terrängen. Bredden vid basen är 0,74 km.
Terrängen runt Gunung Galunggung är kuperad söderut, men norrut är den bergig.Runt Gunung Galunggung är det mycket tätbefolkat, med 3 369 invånare per kvadratkilometer. Närmaste större samhälle är Tasikmalaya, 17,8 km öster om Gunung Galunggung. Trakten runt Gunung Galunggung består huvudsakligen av våtmarker.